# Joaquim Lourenço Baeta Neves
Joaquim Lourenço Baeta Neves, segundo barão de Queluz, (?, 1835 — Queluz, 8 de agosto de 1880), foi um militar brasileiro, tendo sido tenente-coronel da Guarda Nacional.
Filho de Joaquim Lourenço Baeta Neves e de Maria Fortunata Monteiro de Barros, e cunhado de Antônio Alves Bebiano, visconde de Castanheira de Pêra. Casou-se com sua prima Maria da Conceição Baeta Neves.
Recebeu o título de barão e comendador por decreto imperial de 24 de maio de 1873, e faz referência à cidade mineira de Vila Real de Queluz, atual Conselheiro Lafaiete.